# Eolo (1784)
L'Eolo fu un vascello di linea veneziano da 70 cannoni che prestò servizio nella Armada tra il 1786 e il 1797. Apparteneva alla quarta serie della Classe Leon Trionfante.

## Storia
La costruzione del vascello di primo rango da 70 cannoni Eolo, appartenente alla quarta serie della classe "Leon Trionfante", fu ordinata dal Senato della Repubblica di Venezia e la nave fu impostata nel 1739 sotto la direzione del Proto dei marangoni Giovanni Battista de Zorzi. Il vascello fu completato sulla scalo fino ai "18 carati" e lasciato in riserva fino a che non fu deciso di completarlo. L'unità fu terminata sotto la direzione del Proto Iseppo Livio, e varata presso l'Arsenale il 23 dicembre 1784.
L'Eolo entrò in servizio l'11 maggio 1785 sotto il comando del capitano Iseppo Colovich Maticola, assegnato all'Armata Grossa di stanza a Corfù. Il 26 marzo 1797 il vascello assistette, rimanendo neutrale, ad uno scontro tra navi austriache e francesi avvenuto davanti a Porto Quieto, con le ultime che avendo la peggio si ritirarono verso Ancona.
Dopo la caduta della Repubblica di Venezia, avvenuta il 12 maggio 1797, il vascello fu catturato dai francesi a Venezia il 23 dello stesso mese, insieme alle rimanenti unità della Divisione della Sacca di Piave. Ribattezzato inizialmente Éole assunse poi il nome di Robert l'11 novembre dello stesso anno, in memoria del generale Robert morto a Ferrara il 10 gennaio 1797.
Nell'agosto 1798 il vascello ricevette un nuovo armamento basato su 26 cannoni da 18 libbre, 26 da 12 lb e 12 da 6 lb, di provenienza francese. Declassato al rango di vascello di terzo rango nel 1801, svolse il ruolo di nave prigione tra il 1806 e il 1807, venendo disarmata definitivamente nel 1810. Affondò nel 1818 al suo posto di ormeggio, in quanto lo scafo si spezzo il due.

### Annotazioni
1. ↑  La quarta serie della classe "Leon Trionfante" si componeva di due vascelli, il San Giorgio e lo Eolo.
2. ↑  A partire dal 1750 i vascelli dell'Armada veneziana adottarono, su decisione del Senato, una nuova colorazione avendo i fianchi dipinti a bande orizzontali gialle all'altezza del portelli dei cannoni, alternate a bande nere tra i portelli di un ponte e quelli sottostanti. Tale colorazione venne adottata anche dalla Royal Navy, su pressione esercitata da Lord Nelson, a partire dal 1795.
3. ↑  Si trattava dei vascelli Eolo, Vittoria, Galatea, della fregata grossa Minerva, della fregata leggera Bellona e della corvetta Aquila.

### Fonti
1. 1 2  http://www.veneziamuseo.it/ARSENAL/schede_arsenal/vascelli.htm.
2. 1 2  Levi 1896, p. 39.
3. ↑  Levi 1896, p. 50.
4. ↑  Levi 1896, p. 52.
5. ↑  Bonaparte 1822, p. 427.